# Eagles
Eagles is een Amerikaanse rockband. De band werd in 1971 opgericht en treedt, met een onderbreking van 14 jaar, nog steeds op. De naam verwijst naar de Amerikaanse adelaar, tevens het beeldmerk van de Verenigde Staten. Het album Their Greatest Hits (1971-1975) was tot 2009 het bestverkochte album aller tijden in de Verenigde Staten, tot het werd overtroefd door Michael Jacksons Thriller na het overlijden van de popster.

## Geschiedenis

### Ontstaan
De groep ontstond in het begin van de jaren zeventig in Los Angeles. Aanvankelijk bestonden ze als begeleidingsband van Linda Ronstadt, maar al snel sloegen ze hun eigen vleugels uit. Hun vroegste muziek is een mengeling van country en bluegrass, vermengd met de harmonieën van de Californische surfmuziek. In deze stijl ontstonden gevoelige nummers over relaties, auto's en een zwervend leven. De pioniers van dit nieuwe genre waren begenadigde singer-songwriters als Jackson Browne, J.D. Souther en Warren Zevon en bands als Buffalo Springfield en Poco. Uit de subcultuur in en om Sunset Boulevard en The Valley in Los Angeles die rond deze componisten ontstond, distilleerden de Eagles een eigen geluid dat synoniem werd met de term Californische countryrock. Op latere albums van de groep werd de bluegrassmuziek meer en meer afgezworen en ging men over naar een meer rechttoe rechtaan rock-geluid.

### Leden van het eerste uur
Geen van de vier oprichters is in Californië geboren. Gitarist-toetsenist Glenn Frey ontvluchtte de koude winters en de beklemmende muziekscene van zijn geboortestad Detroit en introduceerde een rhythm-and-blues-geluid. Drummer Don Henley kwam uit Texas en was bijna afgestudeerd in Engelse literatuur. Gitarist en mandoline- en banjospeler Bernie Leadon uit Minnesota had een passie voor country en bluegrass, wat van grote invloed is geweest op het vroege geluid van de band. Bassist Randy Meisner uit Nebraska was een liefhebber van auto's en fietsen en was eigenlijk liever samen met zijn familie dan dat hij zijn tijd besteedde aan het bespelen van een basgitaar in een rockband.
De band werd in 1971 geformeerd, toen John Boylan – indertijd manager van Linda Ronstadt – Frey, Leadon, en Meisner losweekte van hun bezigheden van dat moment. Hij wilde een vaste begeleidingsgroep rond Ronstadt. De drie misten nog een drummer totdat Frey belde met Henley, die hij had ontmoet in The Troubadour in Los Angeles. Twee maanden lang vormde Eagles de band achter Ronstadt, maar na afloop van deze tournee besloten de mannen als eigen groep door te gaan.

### Albums
Het eerste album, Eagles, is gevuld met pure, soms onschuldig aandoende, countryrock; het tweede, Desperado, met het gelijknamige lied, heeft als thema "bandieten van het Wilde Westen" en vormde het eerste bewijs van de voorliefde voor het maken van thema-albums. De eerste twee albums werden opgenomen in Londen en geproduceerd door Glyn Johns.
Ook voor het maken van het derde album, On the Border, werkte de groep samen met producer Glyn Johns, die daarvoor had gewerkt met Led Zeppelin, The Rolling Stones, en The Who. De band wilde meer de rock-kant op maar Johns neigde meer naar de 'wollige' kant van de muziek van de Eagles. Na twee derde van het album samen met Johns te hebben afgemaakt richtte de band zich op Bill Szymczyk die de rest van het album afmaakte. Bernie Leadon introduceerde Don Felder, een goede vriend die hij al jaren kende en tijdens een jamsessie na afloop van een concert indruk maakte op Henley en Frey. Felder werd gebeld om als sessiemuzikant slidegitaar te spelen in het lied Good Day in Hell waarover de andere bandleden enthousiast waren. Twee dagen later werd Felder de vijfde Eagle. Het album On the Border bracht de groep een Billboard nummer 1-hitsingle met het lied Best of My Love op 1 maart 1975.
Het volgende album, One of These Nights, heeft een agressieve rock-achtige basis. Tussen het maken van dit album en de daaropvolgende tournee verliet Bernie Leadon de groep omdat hij zichzelf wilde beschermen tegen het oneindige alcohol- en drugsgebruik en zoals hij later zelf zegt "the endless partying". Hij werd vervangen door Joe Walsh, een veteraan die leadgitarist was in de band James Gang en een eigen solocarrière had. Hiermee werd duidelijk welke richting de groep op wilde: ze wilden 'rocken'. De titelsong van One of These Nights haalde de nummer 1-positie op de Billboard-lijst op 2 augustus 1975. Rond deze tijd kregen de verschillende bandleden meningsverschillen en ontstonden verschillende interne ruzies.
Het volgende album, Hotel California (1976), heeft als onderwerp het nastreven van de 'Amerikaanse Droom'. Met Californië als metafoor voor de Verenigde Staten van Amerika schreven de Eagles liederen over onschuld (New Kid in Town, nummer 1 op de Billboard-lijst op 6 februari 1977), over verleiding (Life in the Fast Lane, en het titelnummer Hotel California dat op 7 mei 1977 de nummer 1-positie behaalde). Gedurende het laatste deel van de erop volgende tournee besloot Randy Meisner dat hij genoeg had van het leven in hotelkamers en hij verliet de band om in de betrekkelijke rust van Nebraska te werken aan herstel en een solocarrière.
Meisner werd vervangen door de man die hem ook al had opgevolgd in de band Poco: Timothy B. Schmit. In februari 1978 gingen de Eagles de studio weer in om hun laatste studioalbum van de vorige eeuw op te nemen: The Long Run. Het maken hiervan kostte twee jaar, maar dit album leverde de groep wel hun vijfde en laatste nummer 1-hitsingle op met Heartache Tonight (10 november 1979). Tijdens de promotietour verhevigden de persoonlijke meningsverschillen zich, met een toppunt toen Henley in de nacht van 21 november 1980 werd gearresteerd toen in zijn hotelkamer cocaïne, quaaludes en marihuana werd gevonden nadat een 16-jarige prostituee in zijn hotelkamer door drugs bevangen was geraakt. Hiervoor werd Henley later veroordeeld.

### Uit elkaar
Nadat de tournee voor The Long Run in 1980 was afgesloten, werd een tijdlang niets van de band gehoord en hadden alle leden solocarrières met wisselend succes. Don Henley had redelijk succes met The Boys of Summer (1984), en New York Minute (1989) die na 11 september 2001 een andere lading kreeg. Glenn Frey bracht het nummer The Heat Is On uit, dat op de soundtrack van de film Beverly Hills Cop stond. In het begin van de jaren negentig werd het album Common Thread: The Songs of the Eagles ter ere van de Eagles uitgebracht. Een van de makers, Travis Tritt, stond erop dat alle leden van de Eagles zouden optreden voor de video van Take It Easy. Toen de video af was, besloten de leden (in 1994) de band weer bijeen te brengen.

### Reünie
Hieruit ontstond een livealbum getiteld Hell Freezes Over (naar aanleiding van een uitspraak van Henley die zei dat de groep weer bijeen zou komen 'als de hel bevriest' – een populaire Amerikaanse uitdrukking) en een single Get Over It die over hetzelfde onderwerp gaat.
Een nieuwe controverse ontstond nadat de band op 12 september 1996 tijdens een optreden voor de Democratische Partij in Los Angeles het nummer Peaceful Easy Feeling opdroeg aan Saddam Hoessein.
In 1998 werd de band opgenomen in de Rock and Roll Hall of Fame en gedurende de ceremonie traden alle zeven leden gezamenlijk op.
Don Felder werd in 2001 uit de band gezet vanwege aanhoudende vragen over gelijke geldverdeling onder de bandleden. In september 2005 kwam het conflict voor het gerecht. Een nieuw Eagles-album (het eerste studioalbum sinds 1979) kreeg de naam Long Road Out of Eden en bevatte hoofdzakelijk nieuwe nummers. Het album kwam uit in oktober 2007.

### Na 2015
Eagles gaven hun laatste concert van de 'History of the Eagles' tournee op 29 juli 2015 in Bossier City. Op 18 januari 2016 overleed Glenn Frey aan de gevolgen van reuma en een longontsteking in New York. Te zijner nagedachtenis gaven de Eagles samen met Bernie Leadon en Jackson Browne een optreden van het nummer Take It Easy tijdens de Grammy Awards. In maart 2016 werd Lana Rae Meisner, de vrouw van Randy Meisner, dood aangetroffen in Los Angeles.
Op 10 maart 2016 zei Henley tijdens een interview met Simon Mayo van BBC Radio 2 dat de Eagles waarschijnlijk nooit meer zouden optreden, in verband met het overlijden van Glenn Frey twee maanden eerder. Henley zei tijdens het interview: "I think it was an appropriate farewell. I don't think you'll see us performing again."
Ondanks Henleys uitspraak het jaar ervoor, stond de band in 2017 tweemaal op het programma van The Classic festivals in Los Angeles en New York. De band heeft Deacon Frey, zoon van Glenn Frey, en countrymuzikant Vince Gill aangewezen als vervangers van Glenn Frey. In 2022 verzorgde de band de Hotel California 2022 Tour, waarin op 17 juni ook het Arnhemse GelreDome werd aangedaan.

## Discografie
Studioalbums
- Eagles, 1972
- Desperado, 1973
- On the Border, 1974
- One of These Nights, 1975
- Hotel California, 1976
- The Long Run, 1979
- Long Road Out of Eden, 2007